# Aleksej Jekimov
Aleksej Ivanovitj Jekimov (Алексей Иванович Екимов; engelska: Alexey Ekimov), född 28 februari 1945 i Sovjetunionen, är en rysk fysiker bosatt i USA. Tillsammans med Moungi Bawendi och Louis Brus tilldelades han Nobelpriset i kemi 2023 för upptäckt och syntes av kvantprickar.
Jekimov blev filosofie doktor 1974 vid Leningrads universitet och var verksam i Ryssland innan han flyttade till USA. 1999 blev han chefsforskare över Nanocrystals Technology Inc.